# Юркевічус Тетяна Валеріївна
Тетяна Валеріївна Юркевічус (дошлюбне Антонюк; нар. 17 січня 1995, Бар, Вінницька область, Україна) — українська баскетболістка, важкий форвард угорського клубу «Печ 424».

## Клубна кар'єра
Дорослу спортивну кар'єру розпочала 2013 року в столичному «Тім-Скуфі». У 2014 році виїхала до Білорусі, де грала за мінський «Горизонт». У 2016 році повернулася до України, виступала за «Вінницькі Блискавки». У 2017 році перебралася до столичного клубу «Київ-Баскет». Наступного року знову виїхала за кордон. Спочатку виступала в польському «МКК Седльці», а з 2019 року захищає кольори угорського клубу «Печ 424».

## Кар'єра в збірній
У складі юнацької збірної до 20 років виступала на континентальних першостях 2014 і 2015 років. Всього провела 18 ігор і набрала 170 очок.
З 2015 року захищає кольори національної збірної України. Учасниця чемпіонату Європи 2015 (грала проти команди Чорногорії).
Капітан студентської збірної на літній Універсіаді 2019 року в Неаполі. На турнірі провела шість матчів і набрала 83 очки. Представляла Прикарпатський національний університет імені Василя Стефаника (разом з Оксаною П'янтак).
Учасниця Європейських ігор 2019 року в Мінську, де за кожну команду виступали по три гравці.